# Hüseyin Avni Aker
Hüseyin Avni Aker (* 1899 in Vakfıkebir, Trabzon; † 25. August 1944 in Trabzon) war ein türkischer Sportfunktionär. Er war der erste Sportlehrer der Provinz Trabzon. Das ehemalige Heimstadion von Trabzonspor wurde nach ihm benannt.